# Abolição do Califado
O Califado Otomano, o último califado amplamente reconhecido do mundo, foi abolido em 3 de março de 1924 (C.R. 1340) por decreto da Grande Assembleia Nacional da Turquia. O processo foi uma das Reformas de Atatürk após a substituição do Império Otomano pela República da Turquia.  Abdul Mejide II foi deposto como o último califa otomano.
O califa era nominalmente o líder religioso e político supremo de todos os muçulmanos do mundo.  Nos anos anteriores à abolição, durante a Guerra de Independência da Turquia em curso, o futuro incerto do califado provocou fortes reações entre a comunidade mundial de muçulmanos sunitas.  A potencial abolição do califado foi ativamente contestada pelo Movimento Khilafat, sediado na Índia,  e gerou um debate acalorado em todo o mundo muçulmano.  A abolição de 1924 ocorreu menos de 18 meses após a abolição do sultanato otomano, antes do qual o sultão otomano era califa ex officio.
Mustafa Kemal Paxá (Atatürk) teria oferecido o califado a Ahmed Sharif as-Senussi, com a condição de que ele residisse fora da Turquia; Senussi recusou a oferta e confirmou seu apoio a Abdul Mejide.  Pelo menos 13 candidatos diferentes foram propostos para o califado nos anos seguintes, mas nenhum conseguiu obter um consenso para a candidatura em todo o mundo islâmico.   Os candidatos incluíam Abdul Mejide II, seu antecessor Maomé VI, o rei Huceine do Hejaz, o sultão Iúçufe do Marrocos, o rei Amanulá Cã do Afeganistão, o imã Yahya do Iêmen, e o rei Fuade I do Egito.  As "conferências de califado" sem sucesso foram realizadas nas Índias Orientais Holandesas (hoje Indonésia) em 1924,  em 1926 no Cairo e em 1931 em Jerusalém.  

## Pan-islamismo otomano
No final do século XIX, o sultão otomano Abdulamide II lançou seu programa pan-islâmico em uma tentativa de proteger o Império Otomano de ataques e desmembramentos ocidentais e de esmagar a oposição democrática interna. 
Ele enviou um emissário, Jamāl al-Dīn al-Afghānī, para a Índia Britânica no final do século XIX. A causa do monarca otomano evocou paixão religiosa e simpatia entre os muçulmanos indianos. Um grande número de líderes religiosos muçulmanos começou a trabalhar para espalhar a conscientização e desenvolver a participação muçulmana em nome do califado; destes, Maulana Mehmud Hasan tentou organizar uma guerra nacional de independência contra o Raj Britânico com o apoio do Império Otomano. 

## Fim do sultanato

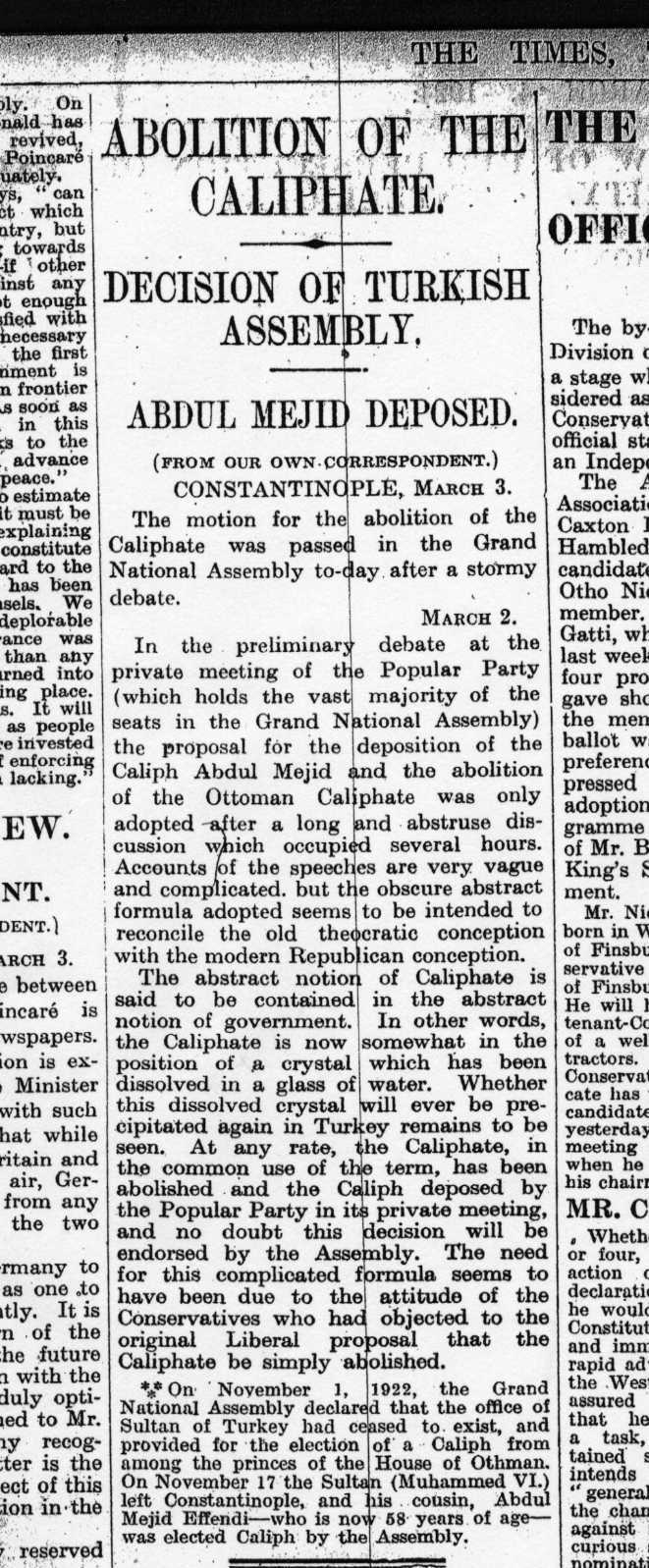
Abolição do Califado em 1924, conforme relatado no The Times, 3 de março de 1924.

Após a derrota otomana na Primeira Guerra Mundial, o sultão otomano, sob a direção dos Aliados, tentou suprimir os movimentos nacionalistas e obteve uma fatwa oficial do Shaykh al-Islām declarando que eles eram anti-islâmicos. Mas os nacionalistas ganharam força e começaram a contar com amplo apoio. Muitos sentiam que a nação estava pronta para a revolução. Em um esforço para neutralizar essa ameaça, o sultão concordou em realizar eleições, com a esperança de apaziguar e cooptar os nacionalistas. Para sua consternação, os grupos nacionalistas venceram as urnas, levando as Potências Aliadas a dissolver a Assembleia Geral do Império Otomano em abril de 1920. 
No final da Guerra da Independência da Turquia, a Grande Assembleia Nacional do Movimento Nacional Turco votou pela separação do califado do sultanato e aboliu este último em 1 de novembro de 1922.  Inicialmente, a Assembleia Nacional parecia disposta a permitir um lugar para o califado no novo regime, e Mustafa Kemal não ousou abolir o califado de uma vez, pois ele ainda contava com um grau considerável de apoio do povo comum. O califado foi simbolicamente investido na Casa de Osmã.  Em 19 de novembro de 1922, o príncipe herdeiro Abdul Mejide II foi eleito califa pela Assembleia Nacional Turca em Ancara.  Ele se estabeleceu em Istambul (na época Constantinopla) em 24 de novembro de 1922. Mas a posição tinha sido despojada de qualquer autoridade, e o reinado puramente cerimonial de Abdul Mejide seria de curta duração. 

Quando Abdul Mejide foi declarado califa, Kemal recusou-se a permitir que a tradicional cerimónia otomana acontecesse, declarando sem rodeios:
O Califa não tem poder ou posição, exceto como figura de proa nominal.
Em resposta à petição de Abdul Mejide por um aumento em seu abono, Kemal escreveu:
O seu cargo, o Califado, nada mais é do que uma relíquia histórica. Não tem justificativa para existência. É uma impertinência que você ouse escrever para qualquer uma de minhas secretárias!
Em 29 de outubro de 1923, a Assembleia Nacional declarou a Turquia uma república e proclamou Ancara sua nova capital. Após mais de 600 anos, o Império Otomano deixou oficialmente de existir. 

## Colapso do Califado

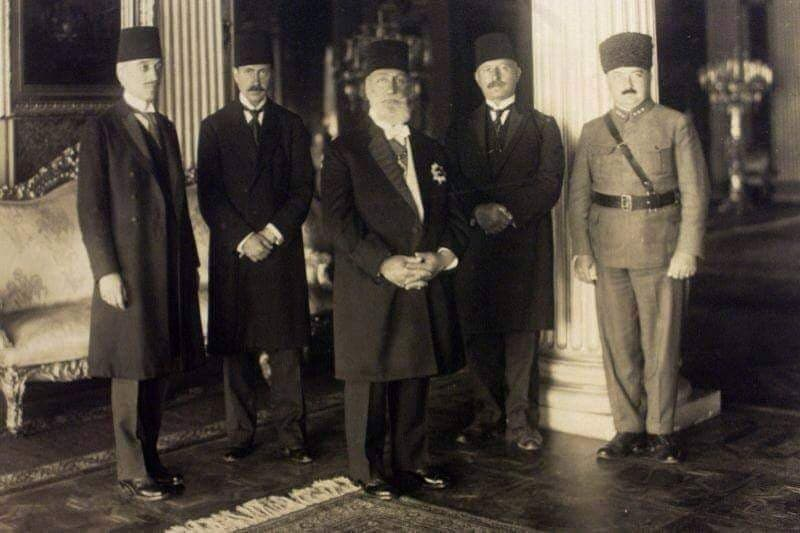
Abdul Mejide II sendo oficialmente informado de seu destronamento em março de 1924.

Em Março de 1924, Muhammad al-Jizawi, Reitor da prestigiosa Universidade Al-Azhar do Cairo, em resposta directa ao colapso e à questão da pregação num tal ambiente,  formulou uma resolução:
Considerando que o Califado no Islão implica o controlo geral dos assuntos espirituais e temporais do Islão; Considerando que o Governo turco privou o califa Abdul Mejide dos seus poderes temporais, desqualificando-o assim para se tornar califa no sentido exigido pelo Islão; visto que em princípio o Califa está destinado a ser o representante do Profeta, salvaguardando tudo o que diz respeito ao Islão, o que significa necessariamente que o Califa deve ser sujeito de respeito, veneração e obediência; e que o califa Abdul Mejide já não possui essas qualificações e nem sequer tem o poder de viver na sua terra natal; agora, portanto, foi decidido convocar uma conferência islâmica na qual todas as nações muçulmanas estarão representadas, a fim de considerar quem deve ser nomeado califa....
Dois irmãos indianos, Mohammad Ali Jauhar e Maulana Shaukat Ali, líderes do Movimento Khilafat, sediado na Índia, distribuíram panfletos pedindo ao povo turco que preservasse o Califado Otomano em nome do Islã. Em 24 de novembro de 1923, Syed Ameer Ali e Agacão III enviaram uma carta a İsmet Pasha (İnönü) em nome do movimento.  No entanto, sob o novo governo nacionalista da Turquia, isso foi interpretado como intervenção estrangeira; qualquer forma de intervenção estrangeira foi rotulada como um insulto à soberania turca e, pior, uma ameaça à segurança do Estado. Mustafa Kemal Paxá prontamente aproveitou sua oportunidade. Por sua iniciativa, a Assembleia Nacional aboliu o califado em 3 de março de 1924. Abdulmejid foi enviado para o exílio junto com os membros restantes da Casa Otomana. 

## Consequências

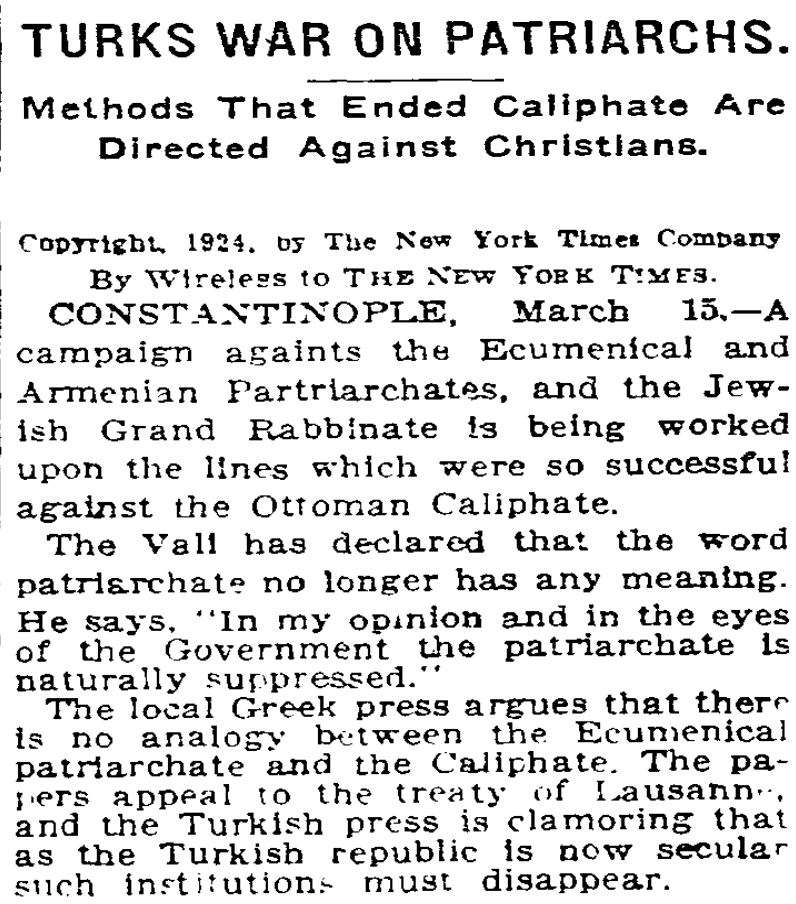
"Guerra dos turcos contra os patriarcas", após a abolição do califado (The New York Times, 16 de março de 1924).

Com o fracasso do mundo muçulmano em chegar a um consenso sobre o estabelecimento de um novo Califado, a instituição do Califado entrou em um período de dormência. 
No Egito, o debate centrou-se num livro controverso de Ali Abdel Raziq que defendia um governo secular e era contra um califado. 
Hoje em dia, existem dois quadros de coordenação pan-islâmica: a Liga Mundial Muçulmana e a Organização para a Cooperação Islâmica, ambas fundadas na década de 1960. 
O grupo mais ativo que existe para restabelecer o califado é o Hizb ut-Tahrir, fundado em 1953 como uma organização política na então Jerusalém controlada pela Jordânia por Taqiuddin al-Nabhani, um estudioso islâmico e juiz do tribunal de apelações de Haifa.  Esta organização espalhou-se por mais de 50 países e cresceu até atingir um número de membros estimado entre "dezenas de milhares"  e "cerca de um milhão". 
Organizações islâmicas como o Estado Islâmico Federado da Anatólia (com sede na Alemanha, 1994-2001) e o Estado Islâmico do Iraque e do Levante (1999-presente, declaração de califado em 2014) declararam que tinham restabelecido o Califado, embora estas alegações tenham recebido pouco reconhecimento por parte de outros muçulmanos. 